# Coregonus albellus
Coregonus albellus es una especie de pez de la familia Salmonidae en el orden de los Salmoniformes.

## Distribución geográfica
Se encuentra en Suiza.